# Football Club Eindhoven 2011-2012
Questa voce raccoglie le informazioni riguardanti il Football Club Eindhoven nelle competizioni ufficiali della stagione 2011-2012. 

## Stagione
La squadra giunse terza in campionato, migliorando notevolmente il dodicesimo posto della stagione precedente e ottenendo l'accesso ai play-off. In questa fase, però, conobbe l'immediata eliminazione per mando dell'Helmond Sport, giunto in campionato ad un punto dall'Eindhoven, che vinse sia la gara di andata che quella di ritorno.
In Coppa, la squadra entrò in scena al secondo turno, eliminando l'Emmen con un perentorio 3-1; il cammino proseguì al terzo turno con la vittoria esterna sull'Almere City, che valse l'accesso agli ottavi di finale, dove la sconfitta casalinga per mano del Vitesse costò la definitiva eliminazione.

## Rosa
| N. |                        | Ruolo | Calciatore        |
| -- | ---------------------- | ----- | ----------------- |
|    | Belgio (bandiera)      | P     | Jelle Merckx      |
|    | Paesi Bassi (bandiera) | P     | Ruud Swinkels     |
|    | Marocco (bandiera)     | P     | Brahim Zaari      |
|    | Belgio (bandiera)      | D     | Jelle De Bock     |
|    | Paesi Bassi (bandiera) | D     | Frank van Kouwen  |
|    | Paesi Bassi (bandiera) | D     | Sjors Paridaans   |
|    | Paesi Bassi (bandiera) | D     | Ruud van der Rijt |
|    | Paesi Bassi (bandiera) | D     | Justin Tahapary   |
|    | Belgio (bandiera)      | D     | Wesley Vanbelle   |
|    | Paesi Bassi (bandiera) | D     | Joep Zweegers     |
|    | Paesi Bassi (bandiera) | C     | Rob van Boekel    |
|    | Paesi Bassi (bandiera) | C     | Emre Deniz        |
|    | Paesi Bassi (bandiera) | C     | Theo Lucius       |
|    | Paesi Bassi (bandiera) | C     | Rinke Pennings    |
|    | Paesi Bassi (bandiera) | C     | Ivo Rossen        |

| N. |                         | Ruolo | Calciatore          |
| -- | ----------------------- | ----- | ------------------- |
|    | Paesi Bassi (bandiera)  | C     | Jens van Son        |
|    | Paesi Bassi (bandiera)  | C     | Vinnie Vermeer      |
|    | Paesi Bassi (bandiera)  | C     | Joep van Vroenhoven |
|    | Paesi Bassi (bandiera)  | C     | Jasper Waalkens     |
|    | Guinea (bandiera)       | A     | Alpha Ibrahim Bah   |
|    | Paesi Bassi (bandiera)  | A     | Irchandly Bazoer    |
|    | Curaçao (bandiera)      | A     | Leon Kantelberg     |
|    | Paesi Bassi (bandiera)  | A     | Sherry Kindo Kamara |
|    | Paesi Bassi (bandiera)  | A     | Serhat Koç          |
|    | Paesi Bassi (bandiera)  | A     | Jelle van Kruijssen |
|    | Paesi Bassi (bandiera)  | A     | Josemar Makiavala   |
|    | Marocco (bandiera)      | A     | Youness Mokhtar     |
|    | RD del Congo (bandiera) | A     | Patrick N'Koyi      |
|    | Belgio (bandiera)       | A     | Ratko Vansimpsen    |